# Richardson Mountains
Die Richardson Mountains sind ein Gebirgszug im Norden Kanadas. Sie verlaufen westlich des Mackenzies entlang des nördlichen Teils der Grenze zwischen den Territorien Yukon und Nordwest. Sie werden entweder dem Yukon Plateau oder der Brookskette zugeordnet. Mit letzterer werden sie von Geologen und US-Geographen auch als Übergang zu den Mackenzie Mountains und Verlängerung der Rocky Mountains betrachtet. Mit einer Ausdehnung von 320 km in nord-südlicher und 170 km in ost-westlicher Richtung bedecken sie eine Fläche von 46.567 km². Die höchste Erhebung hat eine Höhe von 1240 m.
Der Dempster Highway von Dawson nach Inuvik am Mackenziedelta überquert die Richardson Mountains. Benannt wurde der Gebirgszug 1825 nach Sir John Richardson, einem schottischen Naturhistoriker, Mediziner, Botaniker und Geologen.